# Rotte

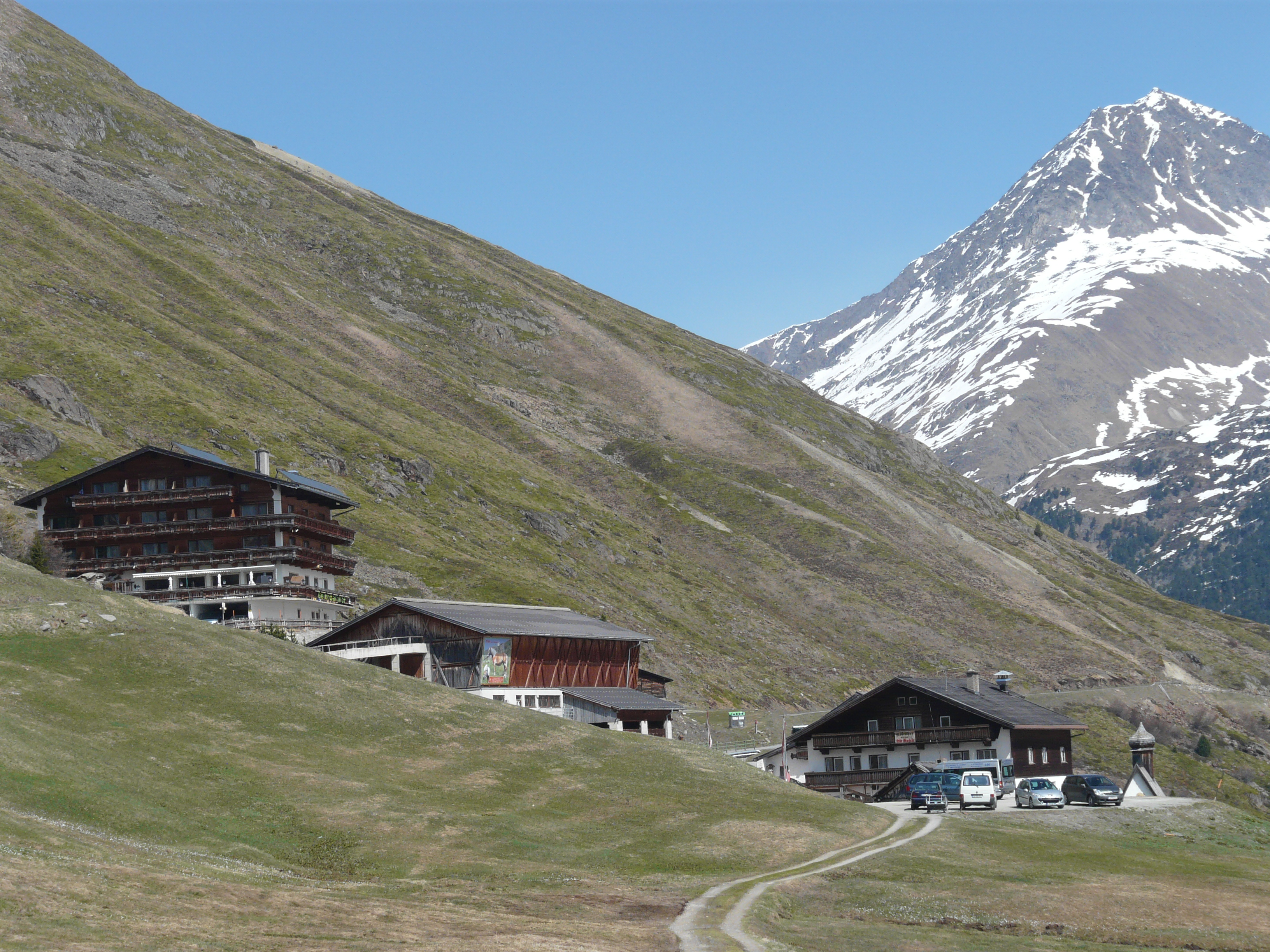
Rotte – typ malého sídla v Rakousku

Rotte je termín, používaný zejména v Rakousku, kterým se označuje obytné sídlo sestávající z několika budov ve volném uspořádání, větší než samota, méně strukturované než vesnice, ale kompaktnější než rozptýlené domy. V některých oblastech Německa byl nebo je také běžný výraz rotte nebo rott, který označuje seskupení několika vesnic, statků nebo obytných oblastí.

## Termín
Tradičně se v Rakousku 3 až 9 domů v těsné blízkosti nazývá vesnice, domy ve volném uspořádání bez ohledu na počet jsou rotte. Pokud je struktura ještě volnější, hovoří například Statistický úřad Rakouska (STAT) ve svém věstníku o rozptýlených domech. Tyto termíny se vztahují na stará, víceméně venkovská sídla. V případě novějších osad se hovoří o skupině domů.
Ve Vorarlbersku se místo slova rotte používá také slovo parzelle.
Termín rotte se v raném novověku až do poloviny 19. století vyskytoval také v některých částech Porýní, zejména v Bergisches Land, a označoval souhrnně několik roztroušených vesnic, statků a sídel v rámci jedné obce nebo farnosti. Rotte, které obvykle vznikaly v 17. století, často předsedal rottemeister – vedoucí malé této malé osady. Rotte v Porýní, konkrétně ve správním obvodu Düsseldorf, jsou doloženy ve městech a farnostech Elberfeld, Barmen, Kronenberg, Ronsdorf, Remscheid, Werden u Essenu a Kapellen u Geldernu.
Ve východním Frísku se termín rott podobně vyskytoval jako členění v rámci obcí, farností nebo selských gruntů. Například město Norden se skládalo ze čtyř kluftenů a 16 rott. V městských obvodech Norden a Berum byly rotte dílčími částmi hejtmanství, neboť Westermarsch (městský obvod Norden) a Ostermarsch (městský obvod Berum) se skládaly vždy z osmi rott. Ve stejné době tvořily v Berum Amt rotte také části jednotlivých farností, z nichž Hage byla rozdělena na jedenáct, Nesse na osm a Arle na šest rott.